# Sимптом
Sимптом (справжнє ім'я Дудулад Данило Олександрович, народ. 16 січня 1994, Луганськ, Україна) — український реп-виконавець, музикант, у минулому – учасник гуртів «Грибы» и «Grebz».

## Біографія
Данило народився в Луганську 1994 року. У шкільні роки переїхав із батьками до Києва. В юнацтві професійно займався боротьбою та хотів пов'язати своє життя зі спортом. Після низки травм вирішує пов'язати своє життя з музикою.
У 2014 році Sимптом став переможцем масштабного реп-турніру України — Pit Bull Battle. Саме на цьому конкурсі познайомився з майбутнім колегою з гурту Грибы 4atty Aka Tilla.
В цьому же році випускає свій перший реліз — «Соль».
У 2015 році разом із 4atty Aka Tilla и Павлом KRBK створює гурт Апаска та випускає ЕР «Глава I»
У 2016 році став учасником гурту  Грибы, до складу якої увійшли також 4atty Aka Tilla та Юрій Бардаш
28 квітня 2016 року «Грибы» виклали на YouTube свій перший відеокліп «Интро», який менше ніж за місяць набрав мільйон переглядів. Те саме відбулося із другим відеокліпом «Копы», який вийшов 11 вересня 2016 року.
11 листопада 2016 року гурт випустив третій відеокліп «Велик», а також виклав у мережу Інтернет дебютний альбом під назвою «Дом На Колесах ч.1». Наприкінці року пройшли гастролі по містах України, Росії та Білорусі. Концерт в Києві відбувався на індустріальній території кіностудії імені Олександра Довженка.
10 березня 2017 року на YouTube був викладений кліп на пісню «Тает лёд», який за чотири місяці зібрав понад 102 млн переглядів, а також викликав хвилю пародій, зроблених ентузіастами, шоу та іншими артистами.
У серпні 2017 року Юрій Бардаш заявив, що гурт «Грибы» припинить свою концертну діяльність 31 грудня 2017 року.
У 2018 році Sимптом випускає разом із репером Galafo спільний реліз «Verum», який був у розробці з 2015 року.
21 липня 2019 року Sимптом і 4atty aka Tilla презентували новий гурт Grebz та дебютну роботу «Контракты». 22 листопада вийшов дебютний альбом Grebz –qэппєр. Трек з альбому «Несправедливо» потрапив до світового чарту топ-50 Shazam, посівши там на 23 позицію
У 2019 році взяв участь у 17-му Незалежному батлі hip-hop.ru під псевдонімом Simptomaponika. Артист сягає 5 раундів, але програє своєму опоненту через необ'єктивність суддів.
14 серпня 2020 року Sимптом випускає сольний альбом «Скол» в незвичному для себе звучанні. На підтримку релізу вийшло декілька відеокліпів — Ретро Минимал, Думаешь, Кем бы ты ни был.
17 вересня 2021 року виходить альбом «Восток 94», в якому артиста підтримали колеги — артисти об'єднання Hajime (Andy Panda і TumaniYo) та ВАТО

## Дискографія

### Студійні альбоми
- 2015 — Соль
- 2015 — Глава I (в складі гурту «Апаска»)
- 2015 — DRT
- 2016 — Способ 404
- 2016 — Дом на колесах ч.1 (в складі гуртуГрибы)
- 2018 — Verum (спільно з Galafo)
- 2019 — qэппєр (в складі гурту Grebz)
- 2020 — Скол
- 2021 — Восток 94

### Сингли
- 2017 — Заново найти
- 2019 — Simptomaponika — В долгий путь
- 2019 — Simptomaponika — Ветер перемен
- 2019 — Simptomaponika — Дело нескольких минут
- 2020 — Simptomaponika — В книге было всё по-другому
- 2021 — Насквозь (Sимптом & TumaniYO)
- 2021 — Без остатка
- 2021 — Темные стороны
- 2021 — Drive By
- 2021 — Преступление (Sимптом & Ольга Серябкина)
- 2022 - Griselda

(Sимптом &  T-fest)

## Видеокліпи
| Год  | Артист  | Клип        |
| ---- | ------- | ----------- |
| 2016 | «Грибы» | «Интро»     |
| 2016 | «Грибы» | «Копы»      |
| 2016 | «Грибы» | «Велик»     |
| 2017 | «Грибы» | «Тает лёд»  |
| 2019 | Grebz   | «Контракты» |
| 2019 | Grebz   | «Каракум»   |
| 2019 | Grebz   | «0.Grebz»   |
| 2019 | Grebz   | «Боб»       |

| 2020 | Sимптом | «Ретро Минимал»           |
| 2020 | Sимптом | «Тело (Live Session)»     |
| 2020 | Sимптом | «Повод (Live Session)»    |
| 2020 | Sимптом | «Думаешь»                 |
| 2020 | Sимптом | «Кем бы ты ни был (Skit)» |